# Gerbillus rosalinda
Gerbillus rosalinda är en däggdjursart som beskrevs av St. Leger 1929. Gerbillus rosalinda ingår i släktet Gerbillus och familjen råttdjur. IUCN kategoriserar arten globalt som livskraftig. Inga underarter finns listade i Catalogue of Life.
Denna gnagare förekommer i södra Sudan. Enskilda fynd gjordes dessutom i Somalia. Habitatet utgörs av torra gräsmarker.